# Blackie Thompson
Blackie Thompson (Arkansas o Oklahoma, Estados Unidos, 1893-Ruta 66, Amarillo, Texas, Estados Unidos, 6 de diciembre de 1934), también conocido como Irvin Thompson, fue un bandolero y asesino estadounidense que actuaba principalmente en Oklahoma y Texas. 

## Primeros años y asesinatos de Osage
Apodado "Blackie", Thompson nació como Irvin Thompson en 1893. No se sabe con certeza su lugar de nacimiento, pero se cree que pudo ser Oklahoma o Arkansas.
En 1920, fue condenado a cinco años de prisión por el robo de un vehículo, pero fue puesto en libertad condicional en 1922. Thompson fue detenido nuevamente el 22 de diciembre de 1923 por el atraco un banco en el Condado de Grady, Oklahoma.
Sin embargo, Thompson fue liberado en 1924 por su participación como testigo en los juicios por los Asesinatos de Osage. Ernest Burkhart, uno de los asesinos, había contactado con Thompson para que le ayudase a cometer los crímenes. El forajido testimonió contra Burkhart y su tío, William King Hale, principal precursor de los asesinatos.
Tras ello, escapó de la zona y formó una banda criminal conocida como la Thompson gang.

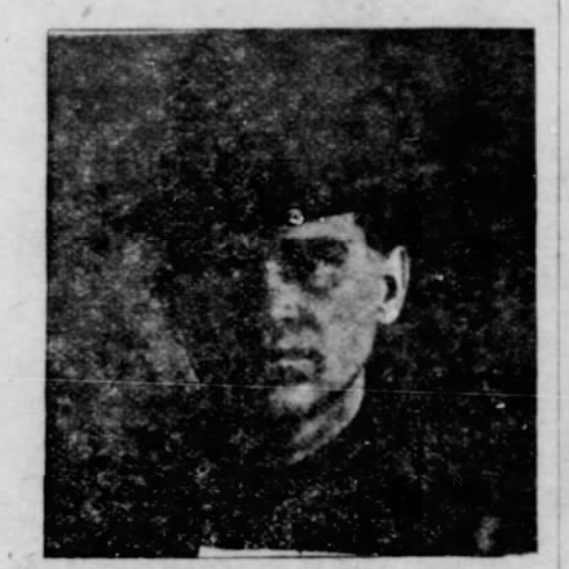
Cartel de "se busca" de Thompson de 1924

## Thompson gang,vida posterior y muerte
Thompson, una vez conformada su banda, fue a matar a un oficial de policía en Drumright, Oklahoma el 2 de julio de 1924, tras haber robado el Primer Banco de Avery.
El 19 de diciembre de 1924, su banda robó el Banco de Seguridad Estatal al colisionar la caja fuerte entera con un camión. Fue detenido el 25 de diciembre de 1924.
Thompson fue declarado entonces culpable de asesinato por el crimen del agente, y sentenciado a cadena perpetua. El 30 de agosto de 1933, escapó de donde lo habían encerrado, el Centro Penitenciario del Estado de Oklahoma.
El forajido fue recapturado en 1934 tras haber robado varios bancos en Texas, y sentenciado a muerte por sus imputaciones en delitos de robo. Sin embargo, logró escapar de la Prisión de Huntsville el 22 de julio de 1934. El 6 de diciembre de 1934, Blackie fue asaltado y disparado por la policía mientras conducía un coche robado en la Ruta 66 a su paso por Amarillo, Texas.

## En la cultura popular
Thompson tuvo una aparición en el libro no ficticio del periodista David Grann sobre los Asesinatos de Osage, Los asesinos de la luna de las flores: Los crímenes en la nación Osage y el nacimiento del FBI (2017), que más tarde el director Martin Scorsese adaptaría a la gran pantalla en su película Los Asesinos de la Luna, protagonizada por Leonardo DiCaprio y Robert De Niro. En dicho filme, el personaje de Thompson es interpretado por Tommy Schultz.

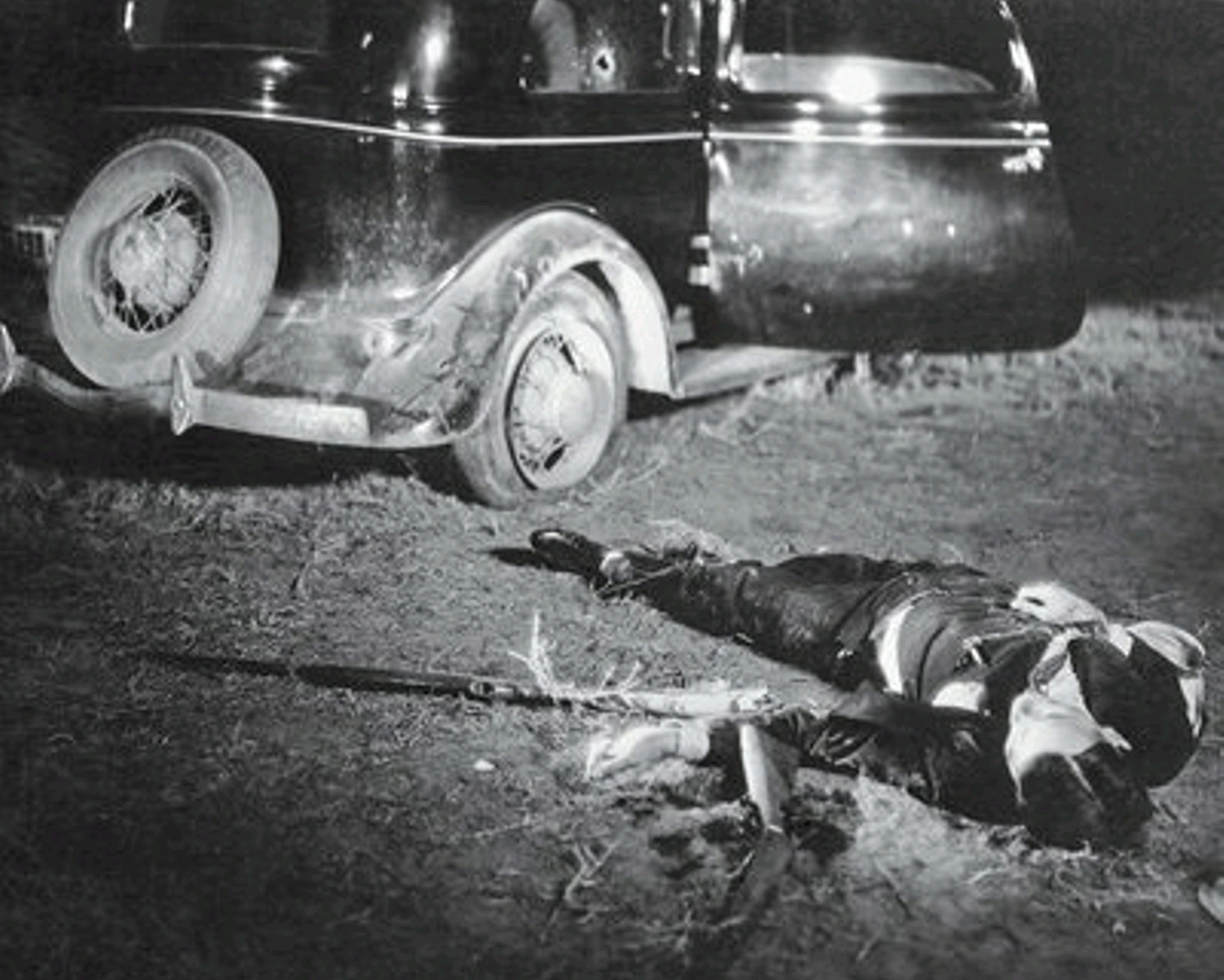
Escena del crimen tras la persecución policial de Thompson